# Operaciones de represalia
Las operaciones de represalia fueron redadas llevadas a cabo por las Fuerzas de Defensa de Israel en la década de 1950 y 1960 en respuesta a las frecuentes ataques e infiltraciones de fedayines durante los cuales los militantes árabes armados se infiltraron a Israel desde Siria, Egipto y Jordania para llevar a cabo ataques contra civiles y soldados israelíes.
El objetivo de estas operaciones de represalia fue la disuasión y prevenir futuros ataques. Otros dos factores que alimentaban las redadas eran la restauración de la moral pública y la formación de unidades del ejército de reciente formación.

## Escenario
Los enfrentamientos fronterizos entre Israel y los estados vecinos comenzaron casi inmediatamente después de los acuerdos de la Línea verde en 1949. A lo largo de la línea de armisticio de 1949, las infiltraciones armadas o no armadas eran frecuentes en ambos lados. El movimiento de los fedayines palestinos fue particularmente activo en infiltraciones y en ataques a ciudadanos israelíes y a sus bienes. La mitad de la población carcelaria de Jordania consistía mayoritariamente en personas arrestadas por tratar de regresar, o ilegalmente entrar en el territorio israelí,pero el número de denuncias presentadas por Israel sobre las infiltraciones de la Ribera Occidental muestran una reducción considerable, pasando de 233 en los primeros nueve meses de 1952, a 172 en el mismo periodo de 1953, inmediatamente antes del ataque. Esta marcada reducción fue en buena parte de una mayor eficiencia de Jordania en el patrullaje. Según algunas fuentes israelíes entre junio de 1949 y finales de 1952, un total de 57 israelíes, la mayoría civiles, murieron a manos de infiltrados palestinos en Cisjordania y Jordania. El número de muertos israelíes en los primeros nueve meses de 1953 fue de 32. Durante más o menos el mismo tiempo (noviembre de 1950- noviembre de 1953). La comisión mixta de armisticio condenó las redadas israelíes 44 veces. Para el mismo periodo de 1949-1953 Jordania sostuvo que sólo sufrió 629 muertos y heridos de las incursiones israelíes y bombardeos transfronterizos. Fuentes de la ONU para ese periodo bajan esas estimaciones.

## Política
El primer ministro israelí David Ben-Gurion y el director israelí de personal Moshe Dayan ordenó ataques de represalía como una dura respuesta a los ataques terroristas. El mensaje era que cualquier ataque contra los israelíes sería seguido por una fuerte respuesta israelí. En las palabras de Ben-Gurion, de su conferencia:
"Las operaciones de retribución como medio para asegurar la paz".